# Charles Criswell King
Charles Criswell King, né le 18 août 1907 à Princeton (Indiana) et mort le 4 octobre 1982 à Burbank, est un voyant et acteur américain.

## Biographie
Son nom de naissance est Jeron Criswell Konig. Il travaille d'abord comme journaliste puis comme présentateur à la radio. Il s'installe en Californie au début des années 1950 et commence à faire des prédictions à la radio. Sa personnalité flamboyante et son amitié avec Mae West lui ouvre les portes de la jet-set hollywoodienne et il apparaît à plusieurs reprises dans l'émission télévisée The Tonight Show pour y livrer ses prédictions. Celles-ci se révèlent souvent particulièrement farfelues mais sa prédiction demeurée la plus célèbre est celle où il annonce en mars 1963 que John Fitzgerald Kennedy ne se représenterait pas aux élections présidentielles de 1964 car quelque chose allait lui arriver en novembre 1963. Il publie trois livres de prédictions : Criswell Predicts: From Now to the Year 2000!, Your Next Ten Years et Forbidden Predictions,.
Il apparaît dans plusieurs films de son ami Ed Wood : Plan 9 from Outer Space (1959), Night of the Ghouls (1959), Orgy of the Dead (1965). Il meurt d'une crise cardiaque en 1982 et est enterré au Valhalla Memorial Park Cemetery. Jeffrey Jones joue son rôle dans le film Ed Wood (1994),.